# خورخي أورتيز مندوزا
خورخي أورتيز مندوزا (بالإسبانية: Jorge Ortiz Mendoza)‏ هو لاعب كرة قدم إسباني، ولد في 25 أبريل 1992 في Villacañas ‏ في إسبانيا. لعب مع نادي ألكوركون ونادي فوينلابرادا.

## وصلات خارجية
- خورخي أورتيز مندوزا على موقع قاعدة بيانات كرة القدم.إي يو (الإنجليزية)
- خورخي أورتيز مندوزا على موقع Soccerway.com (الإنجليزية)
- خورخي أورتيز مندوزا على موقع AS.com (الإسبانية)